# Saki Yamazaki
Saki Yamazaki (Kakegawa, 12 de novembro de 1991) é uma jogadora de softbol japonesa, que joga na posição de defensora externa.

## Carreira
Yamazaki compôs o elenco da Seleção Japonesa de Softbol Feminino nos Jogos Olímpicos de Verão de 2020 em Tóquio, onde se consagrou campeã com a conquista da medalha de ouro.